# Ariadna papuana
Ariadna papuana là một loài nhện trong họ Segestriidae.
Loài này thuộc chi Ariadna. Ariadna papuana được Wladislaus Kulczynski miêu tả năm 1911.